# سلطنت‌شکن: افسانه ویچر
سلطنت‌شکن: افسانه ویچر (به انگلیسی: Thronebreaker: The Witcher Tales) یک بازی ویدیویی نقش آفرینی است که توسط سی‌دی پروجکت ساخته شد. این است اسپین آف (مشتق) از ویچر است، که به عنوان بخش تک‌نفره مستقل از گوئت: بازی کارتی ویچر حضور دارد. این عنوان در اکتبر ۲۰۱۸ برای مایکروسافت ویندوز، در ۴ دسامبر ۲۰۱۸ برای پلی استیشن ۴ و اکس‌باکس وان، در ژانویه ۲۰۲۰ برای نینتندو سوئیچ و در ژوئیه ۲۰۲۰ برای آی‌اواس منتشر شد، نسخه اندروید که برای انتشار در سال ۲۰۲۰ برنامه‌ریزی شده‌است.

## گیم پلی بازی
در بخش داستانی ۳۰ ساعته سلطنت‌شکن، بازیکن در طول وقایع قبل از ویچر (بازی ویدئویی) کنترل Queen Meve، حاکم Lyria و Rivia را به دست می‌گیرد. به عنوان رهبر یکی از پادشاهی‌های شمالی، مِو یک نیروی مخالف کوچک را رهبری می‌کند که باید برای پس گرفتن شمال به نبرد و اتحاد بپردازد. این بازی دارای یک سیستم انتخاب و پیامد است که داستان را تغییر می‌دهد (که کاملاً توسط موجودی به نام Storyteller صداگذاری شده‌است) که انتخاب‌ها به جهتی متفاوت تغییر می‌کند یا بر روند بازی تأثیر می‌گذارد.
دنیای بازی از پنج منطقه تشکیل شده‌است که قبلاً در ویچر حضور نداشتند: Rivia , Lyria , Angren , Mahakam و Lower Aedirn. اکتشاف در تعدادی از نقشه‌های بزرگ با چشم‌انداز ایزومتریک مشابه Baldur's Gate اتفاق می‌افتد. ارتش کوئین مِو با یک کارت کارت قابل تنظیم نشان داده می‌شود و مبارزات در مسابقات مشابه "Gwent" با چند اختلاف انجام می‌شود.
هر بازیکن نوبت می‌گیرد تا یک کارت از دست خود بازی کند، یا نوبت خود را پاس دهد و خاتمه دهد. کارت‌های مختلف دارای ارزش‌های مختلفی هستند، برخی از آنها توانایی‌های ویژه ای دارند که از بسیاری جهات با یکدیگر تعامل دارند. هر کسی که بالاترین مقدار کل را داشته باشد، پس از عبور هر دو بازیکن، برنده می‌شود. پس از یک دور، تمام کارتهای بازی کنار گذاشته می‌شوند و به جای آنها کارتهای جدیدی کشیده می‌شود. هدف پیروزی در دو دور از سه دور است.
حفظ اتحاد برای گیم پلی بازی بسیار مهم است. کارت‌های قهرمان فقط تا زمانی که متحدان با Meve باشند وجود دارند و به محض خروج از مهمانی عرشه را ترک می‌کنند.

## انتشار
Thronebreaker در ابتدا به عنوان یک کمپین تک نفره برای گوئت: بازی کارتی ویچر تصور می‌شد، اما در اوت ۲۰۱۸ به عنوان یک بازی مستقل مورد استفاده قرار گرفت. در ۲۳ اکتبر ۲۰۱۸ برای مایکروسافت ویندوز و در ۴ دسامبر ۲۰۱۸ برای پلی استیشن ۴ و اکس‌باکس وان منتشر شد. نسخه نینتندو سوئیچ در ۲۸ ژانویه ۲۰۲۰ منتشر شد. نسخه آی‌اواس در ۹ ژوئیه ۲۰۲۰ منتشر شد، نسخه اندروید برنامه‌ریزی شده برای انتشار در سال ۲۰۲۰ است.

## بازتاب‌ها
Thronebreaker: Witcher Tales با توجه سایت متاکریتیک، نقدهای «به‌طور کلی مطلوب» دریافت کرد.
| گردآورنده | امتیاز                                                     |
| --------- | ---------------------------------------------------------- |
| متاکریتیک | PC: 85/100 PS4: 80/100 XONE: 85/100 NS: 84/100 iOS: 79/100 |

| ناشر                     | امتیاز |
| ------------------------ | ------ |
| گیم اینفورمر             | 8.5/10 |
| گیم‌اسپات                 | 9/10   |
| گیمز ریدار+              | [ ۲ ]  |
| آی‌جی‌ان                   | 9.4/10 |
| پی‌سی گیمر (ایالات متحده) | 81/100 |
| TouchArcade              | [ ۲۳ ] |
| The Games Machine        | 9.2/10 |
| Slant Magazine           | [ ۲۵ ] |

این بازی انتظارات فروش CD Projekt Red را برآورده نکرد.